# IT Волка
IT Волка (лат. IT Lupi), HD 128775 — тройная звезда в созвездии Волка на расстоянии приблизительно 486 световых лет (около 149 парсеков) от Солнца. Возраст звезды определён как около 158,5 млн лет.

## Характеристики
Первый компонент (CCDM J14403-4548A) — бело-голубая вращающаяся переменная звезда типа Альфы² Гончих Псов (ACV) спектрального класса A0p, или B8pSi, или B9Si. Видимая звёздная величина звезды — от +6,6m до +6,56m. Масса — около 2,79 солнечных, радиус — около 2,116 солнечных, светимость — около 123,027 солнечных. Эффективная температура — около 11990 K.
Второй компонент — коричневый карлик. Масса — около 19,04 юпитерианских. Удалён на 2,105 а.е..
Третий компонент (CD-45 9337B) — оранжевый гигант спектрального класса K. Видимая звёздная величина звезды — +12,5m. Радиус — около 22,83 солнечных, светимость — около 117,551 солнечных. Эффективная температура — около 3978 K. Удалён на 10,4 угловых секунды.